# Gonzalo de Rueda
Gonzalo de Rueda, a volte italianizzato in Consalvo o Gundisalvo, (... – 1651) è stato un vescovo cattolico spagnolo.

## Biografia
Nominato vescovo dell'Aquila il 19 dicembre 1605 da Filippo III di Spagna, venne confermato da papa Paolo V nel suo incarico. Negli ultimi anni dell'episcopato aquilano entrò in conflitto con l'abbazia di San Giovanni Battista a Lucoli, guidata da Girolamo Agnifili, e con l'arciprete di San Biagio di Amiterno; per questo chiese di essere trasferito ad altra diocesi. Il 23 maggio 1622 diventò vescovo di Gallipoli su nomina di Filippo IV di Spagna e confermato da papa Gregorio XV; mantenne l'incarico fino alla morte, avvenuta nel 1651.